# 汤旺朝鲜族乡
汤旺朝鲜族乡（中国朝鲜语：／）是中华人民共和国黑龙江省佳木斯市汤原县下辖的一个民族乡。

## 行政区划
汤旺朝鲜族乡下辖以下村级行政区划单位：
金星村、红旗村、太阳村、东光村、东升村、曙光村、红光村、五星村、金光村、裕红村、星光村、火星村、民生村和永远村。